# مشفقة قادين
مشفقة قادن أفندي (واسمها الكامل بالتركية العثمانية: عایشه دست زر مشفقه قادن افندی) (10 ديسمبر 1867 ـ 16 يوليو 1961) هي الزوجة الثامنة للسلطان العثماني عبد الحميد الثاني ووالدة الأميرة حميدة عائشة سلطان، التي نشرت سنة 1960 مذكرات بعنوان «أبي السلطان عبد الحميد» (بالتركية الحديثة: Babam Sultan Abdülhamid).
توفيت مشفقة قادن أفندي في إسطنبول في 16 يوليو 1961.